# Fregetta
Fregetta é um género de aves marinhas da família Oceanitidae.
Este género contém as seguintes quatro espécies:
- Painho-de-barriga-branca, Fregetta grallaria
- Painho-de-barriga-preta, Fregetta tropica
- Painho-da-nova-caledónia, Fregetta lineata
- Painho-maori, Fregetta maoriana

1. ↑  Alves, P. e outros (Janeiro de 2023). «Aves do Mundo – Lista de Nomes Portugueses» (PDF) 2.ª ed. https://avesdomundopt.files.wordpress.com/. p. 108. ISBN 979-8215194782. Consultado em 1 de junho de 2023